# Нэппер, Ларри
Ларри Нэппер (англ. Larry C. Napper; род. 27 ноября 1947, Сан-Антонио, Техас) — американский дипломат, чрезвычайный и полномочный посол США в различных странах.

## Биография
В 1969 году Нэппер окончил Техасский Университет A&M со степенью бакалавра по истории. В 1969—1972 годах он служил в армии США, вышел в отставку в звании капитана. В 1972—1974 годах Нэппер учился в Виргинском университете, получил степень магистра в государственном управлении и международных делах.
Пройдя годичные курсы русского языка, Нэппер получил назначение в посольство США в Москве, где в 1975—1977 годах занимал должность вице-консула. В 1977—1979 годах он работал в политическом отделе американского посольства в Ботсване. Затем Нэппер год обучался в Стэнфордском университете, где прошёл продвинутые курсы для работы в СССР и странах Восточной Европы. В 1980—1983 годах он работал в управлении Государственного департамента по делам США в СССР. В 1983—1984 годах Нэппер работал в офисе конгрессмена Ли Хэмилтона.
В 1984 году Нэппер вернулся в посольство США в Москве, два года заведовал международными делами в политическом отделе. В 1986—1988 годах он занимал должность заместителя директора отдела Южной Африки в Государственном департаменте. Пройдя шестимесячные курсы румынского языка, Нэппер в 1989 году был назначен поверенным в делах в посольстве США в Румынии. Он был отмечен получил почётной премией Государственного департамента за руководство посольством США во время Румынской революции 1989 года.
C августа 1991 по июль 1994 года Нэппер занимал должность директора управления Государственного департамента по делам США в СССР, реорганизовал его в управление по делам США в Содружестве Независимых Государств после распада СССР. В этот период США установили дипломатические отношения со всеми 15 независимыми государствами на постсоветской территории. В 1994 году Нэппер был удостоен награды за похвальную службу от президента США, а также нескольких индивидуальных и групповых наград Государственного департамента.
С 1 августа 1995 по 1 октября 1998 года Нэппер был чрезвычайным и полномочным послом США в Латвии. В 1998—2001 годах он был координатором американской программы поддержки стран Центральной и Восточной Европы. С 19 сентября 2001 и 7 июля 2004 года работал в должности чрезвычайного и полномочного посла США в Казахстане. После выхода на пенсию стал старшим преподавателем в Школе государственной службы имени Джорджа Буша-старшего при Техасском Университете A&M.